# Vladimir Krstić-Laci
Vladimir Krstić - Laci (serbisk kyrilliska: Владимир Крстић - Лаци) född 21 februari 1959 i Niš i Serbien (dåvarande Jugoslavien), är en serbisk serieskapare.
Han är skapare av bland annat "Billy Wanderer" (1984-1985, serieförfattare: Miodrag Krstić), "Veliki Blek" (1986, serieförfattare: Petar Aladžić), "Ninja" (1988, serieförfattare: M. Krstić), "Sherlock Holmes" (2010-, serieförfattare: Sylvain Cordurié),  "Adam Wild" (2014-2016, serieförfattare: Gianfranco Manfredi), Ghosted (2015, serieförfattare: Joshua Williamson)...